# Regiment Reial Irlandès (1684–1922)
El Regiment Reial Irlandès (en anglès Royal Irish Regiment), fins al 1881 conegut com a 18è Regiment a peu, va ser un regiment d'infanteria de fila de l'exèrcit britànic, format per primera vegada el 1684. També conegut com a 18è (Reial Irlandès) Regiment a peu i 18è (El Reial Irlandès) Regiment a peu, va ser un dels vuit regiments irlandesos de l'exèrcit britànic creats a Irlanda, trobant-se la seva seu a Clonmel. Va estar en servei dos segles i mig, fins que fou dissolt amb la partició d'Irlanda i després de l'establiment de l'Estat Lliure d'Irlanda el 1922, quan els cinc regiments que s'havien reclutat, tradicionalment, als comtats del nou estat, van ser abolits.

## Història

### Formació

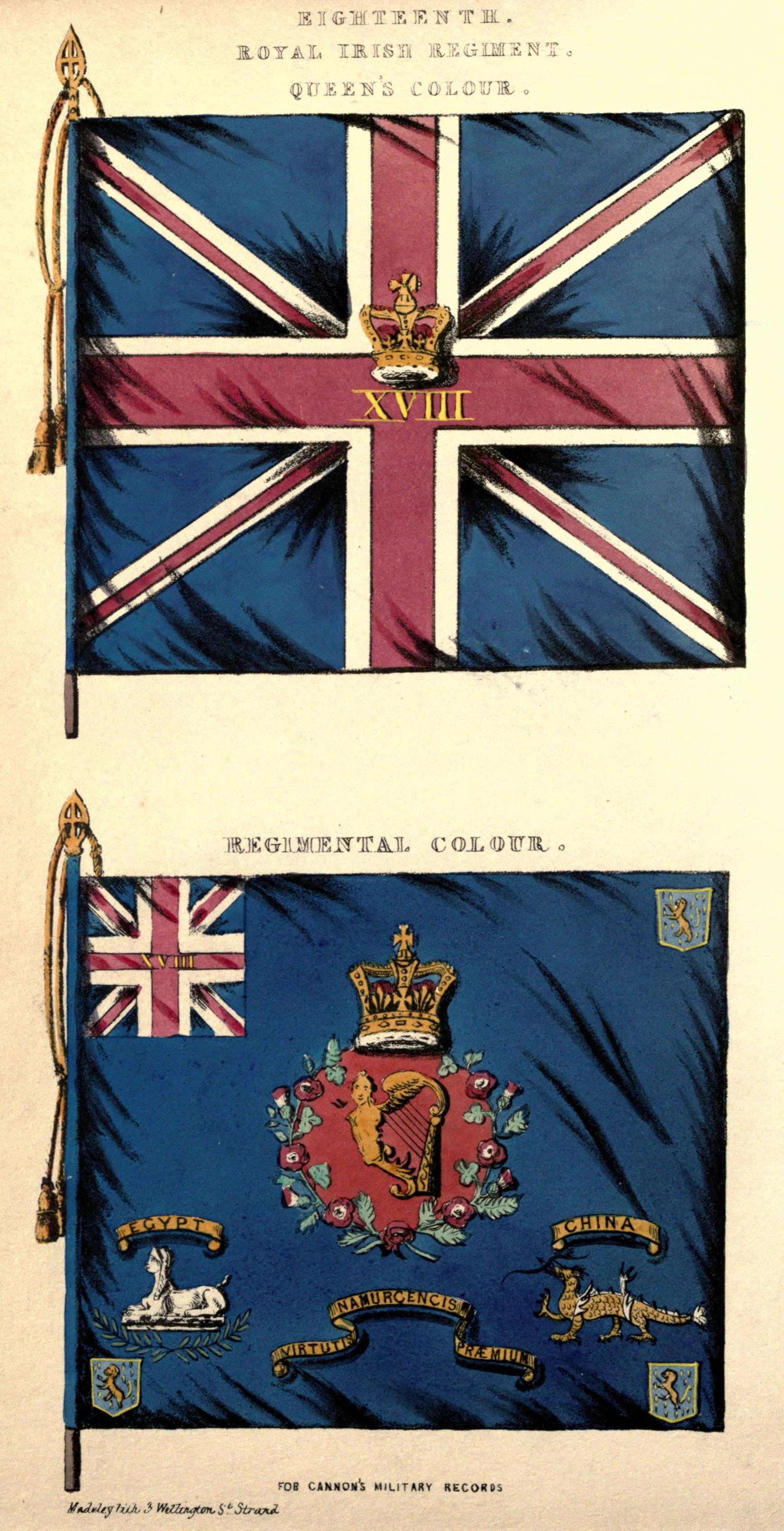
Colors del Regiment

El regiment va ser format el 1684 per l'Earl de Granard a partir d'unes companyies independents d'Irlanda. El 1695 el regiment va passar a ser conegut com a Regiment Reial d'Irlanda a conseqüència de la seva actuació a Namur, on estava comandada pel rei Guillem III. Allí el regiment també es va guanyar el dret d'utilitar les armes del rei als seus colors, així com l'arpa i la corona. El regiment va participar en diveres batalles al continent europeu abans de ser enviat a Gibraltar. El 1751 el regiment va ser oficialment classificat com el 18è Regiment a peu; tot i que només hi havia sis regiments més antics en actiu, no va ser catalogat en l'ordenament anglès fins al 1689, perdent posicions oficialment.

### Guerra dels Set Anys i revolució americana
El regiment es va quedar a Irlanda la major part de la Guerra dels Set Anys, i l'1 de gener de 1767 fou traslladat a Amèrica. El regiment va arribar a Filadèlfia l'11 de juliol de 1767, sota comandament del tinent coronel John Wilkins. El regiment es va quedar allí, tot i que un petit destacament va traslladar-se a Ft. Pitt aquell estiu. La major part dels homes, amb Wilkins, van ser enviats a Illinois a principis del 1768, on es van quedar fins l'abril de 1772, quan el Fort de Chartres fou abandonat. Un petit destacament, liderat pel capità Hugh Lord, es va quedar al Ft. Gage (Kaskaskia), Illinois, fins al maig de 1776, quan se li oprdenà marxar cap a Detroit, anticipant-se a un possible atac dels americans. La resta del regiment es trobava a Boston, on la companyia va participar en les batalles de Lexington, Concord i Bunker Hill, els seus primers combats formals en 50 anys. El regiment va ser fusionat amb altres regiments a Boston el desembre de 1775 i a Detroit el juliol de 1776. Segons la història del regiment, les seves baixes a Lexington/Concord van ser de 2 morts i 4 ferits {.p. 48}, i a Bunker Hill 3 morts i 7 ferits, inclòs el tinent Richardson {.p. 49}. Un destacament dels Reials Irlandesos, juntament amb un regiment dels Reials Americans, van marxar cap a Penobscott, Maine, per tallar fusta per la guarnició, a principis de la tardor de 1775. Les vuit companyies de Boston van fusionar-se el desembre de 1775.

### Revolució francesa
El 1783 hi va haver un motí realitzat per, aproximadament, 500 soldats, principalment irlandesos, al 104è regiment, situat a Fort George (Guernsey). Tant el 18è regiment (els Reials Irlandesos) i la milícia de Guernsey s'hi van dirigir amb 6 peces d'artilleria. Els rebels van disparar algunes salves, però quan la milícia els va flanquejar, es van rendir. El govern de Guernsey va agraïr públicament al 18è i a la milícia la seva actuació, recompensant-los amb 100 guinees.
El Reial Irlandès va tornar a Gibraltar el 1783, on es va quedar fins al setge de Toló de 1793.